# Worf
Worf, zoon van Mogh, is een personage uit de televisieserie Star Trek: The Next Generation (TNG), gespeeld door de acteur Michael Dorn.
Worf (wo'rIv in het Klingon) is daarnaast ook te zien in meerdere Star Trekfilms, waaronder ook Star Trek VI: The Undiscovered Country, en in de televisieserie Star Trek: Deep Space Nine, Star Trek: Picard.

## Biografie
Worf werd geboren op 9 december 2340. Nadat zijn ouders omkwamen tijdens de Khitomer-aanval, werd hij op 6-jarige leeftijd geadopteerd door de Starfleetofficier Sergey Rozhenko en zijn vrouw Helena. Hij groeit op in Minsk en op een kleine boerderij op de planeet Gault.
In 2357 is Worf de eerste Klingon die wordt toegelaten op de Starfleet Academie. In 2364 scheept hij in op USS Enterprise NCC-1701D als reserve conn-officier en tactisch officier. (Rang: Luitenant j.g). Met K'Ehleyr krijgt hij een zoon: Alexander. Na de vernietiging van de Enterprise, krijgt hij het commando over het eerste oorlogsschip van Starfleet: de Defiant.
Worf deelt zijn naam met zijn grootvader, kolonel Worf, die de advocaat was van James T. Kirk en Leonard McCoy tijdens hun berechting voor de moord op de Klingon-kanselier Gorkon.